# Дискографія Red Velvet
Дискографія південнокорейської жіночої групи Red Velvet складається з чотирьох студійних альбомів, чотирнадцяти мініальбомів, одного перевидання, одного збірного альбому, двадцяти дев'яти синглів, одного промо-синглу та семи саундтреків.
Red Velvet була створена південнокорейською розважальною компанією SM Entertainment у 2014 році і спочатку складалася з чотирьох учасників; Айрін, Сильґі, Венді та Джой. Гурт дебютував у серпні 2014 року, випустивши сингл «Happiness». У березні 2015 року до групи приєдналася Єрі, і були випущені їхній перший мініальбом Ice Cream Cake і перший студійний альбом The Red. У 2016 році вийшли ще два мініальбоми The Velvet і Russian Roulette.
У лютому 2017 року вийшов їхній четвертий мініальбом Rookie. Red Velvet випустили «особливий літній» мініальбом The Red Summer у липні 2017 року. Їхній другий студійний альбом Perfect Velvet був випущений у листопаді 2017 року з головним синглом «Peek-a-Boo». Альбом дебютував під номером один у чарті Billboard World Albums, що стало їх четвертим альбомом номер один, зробивши Red Velvet жіночою K-pop групою з найбільшою кількістю альбомів номер один у цьому чарті. Перевидання альбому під назвою The Perfect Red Velvet було випущено в січні 2018 року.
У 2018 році вийшов їхній дебютний японський мініальбом #Cookie Jar, а також корейські Summer Magic і RBB. У 2019 році вийшов їхній другий японський мініальбом Sappy. За ним послідувала трилогія The ReVe Festival, що складається з релізів The ReVe Festival: Day 1 з головним синглом «Zimzalabim», The ReVe Festival: Day 2 з головним синглом «Umpah Umpah» і збірний альбом The ReVe Festival: Finale з «Psycho». У 2021 році вийшов мініальбом Queendom з однойменним головним синглом. У 2022 році вийшли The ReVe Festival 2022 – Feel My Rhythm, японський студійний альбом Bloom і The ReVe Festival 2022 – Birthday. У 2023 році група випустила третій корейський студійний альбом Chill Kill.
Станом на сьогодні тринадцять альбомів і два сингли Red Velvet стали номерами один у Південній Кореї. Вони є рекордсменами за кількістю альбомів номер один серед жіночих груп в Південній Кореї.

## Студійні альбоми

### Корейські
| Назва                                                                        | Деталі                                                                                            | Пікові позиції у чартах | Пікові позиції у чартах | Пікові позиції у чартах | Пікові позиції у чартах | Пікові позиції у чартах | Пікові позиції у чартах | Пікові позиції у чартах | Пікові позиції у чартах | Продажі                                                 | Сертифікації        |
| Назва                                                                        | Деталі                                                                                            | KOR                     | AUS Hit.                | FRA Dig.                | JPN                     | JPN Hot                 | UK Dig.                 | US Heat.                | US World                | Продажі                                                 | Сертифікації        |
| ---------------------------------------------------------------------------- | ------------------------------------------------------------------------------------------------- | ----------------------- | ----------------------- | ----------------------- | ----------------------- | ----------------------- | ----------------------- | ----------------------- | ----------------------- | ------------------------------------------------------- | ------------------- |
| The Red                                                                      | - Реліз: 9 вересня 2015 - Лейбл: SM Entertainment - Формат: CD, цифрове завантаження, стримінг    | 1                       | —                       | —                       | 47                      | —                       | —                       | 24                      | 1                       | - Південна Корея: 109 573 - Японія: 4,478 - США: 3,000  | Н/Д                 |
| Perfect Velvet                                                               | - Реліз: 17 листопада 2017 - Лейбл: SM Entertainment - Формат: CD, цифрове завантаження, стримінг | 2                       | —                       | 95                      | 20                      | 52                      | —                       | 3                       | 1                       | - Південна Корея: 157 198 - Японія: 12 799 - США: 3,000 | Н/Д                 |
| Chill Kill                                                                   | - Реліз: 13 листопада 2023 - Лейбл: SM Entertainment - Формат: CD, цифрове завантаження, стримінг | 1                       | 10                      | —                       | 12                      | 10                      | 33                      | 14                      | 11                      | - Південна Корея: 607 326 - Японія: 9,934               | - KMCA: 2× Platinum |
| «—» позначає реліз, який не потрапив у чарт або не виходив на цій території. |                                                                                                   |                         |                         |                         |                         |                         |                         |                         |                         |                                                         |                     |

### Японські
| Назва | Деталі                                                                                      | Пікові позиції у чартах | Пікові позиції у чартах | Продажі                    |
| Назва | Деталі                                                                                      | JPN                     | JPN Hot                 | Продажі                    |
| ----- | ------------------------------------------------------------------------------------------- | ----------------------- | ----------------------- | -------------------------- |
| Bloom | - Реліз: 6 квітня 2022 - Лейбл: Avex Trax - Формат: CD, DVD, цифрове завантаження, стримінг | 5                       | 2                       | - Японія: 17,811 (фізичні) |

### Перевидання
| Назва                  | Деталі | Пікові позиції у чартах | Пікові позиції у чартах | Пікові позиції у чартах | Пікові позиції у чартах | Пікові позиції у чартах | Пікові позиції у чартах | Продажі                                    |
| Назва                  | Деталі | KOR                     | FRA Dig.                | JPN                     | JPN Hot                 | US Heat.                | US World                | Продажі                                    |
| ---------------------- | --- | ----------------------- | ----------------------- | ----------------------- | ----------------------- | ----------------------- | ----------------------- | ------------------------------------------ |
| The Perfect Red Velvet | - Реліз: 29 січня 2018 - Лейбл: SM Entertainment - Формат: CD, цифрове завантаження, стримінг, смарт-картка | 1                       | 87                      | 29                      | 49                      | 7                       | 3                       | - Південна Корея: 194 402 - Японія: 12,799 |

## Збірні альбоми
| Назва                     | Деталі                                                                                         | Пікові позиції у чартах | Пікові позиції у чартах | Пікові позиції у чартах | Пікові позиції у чартах | Пікові позиції у чартах | Продажі                                   | Сертифікації     |
| Назва                     | Деталі                                                                                         | KOR                     | JPN                     | JPN Hot                 | US Heat.                | US World                | Продажі                                   | Сертифікації     |
| ------------------------- | ---------------------------------------------------------------------------------------------- | ----------------------- | ----------------------- | ----------------------- | ----------------------- | ----------------------- | ----------------------------------------- | ---------------- |
| The ReVe Festival: Finale | - Реліз: 23 грудня 2019 - Лейбл: SM Entertainment - Формат: CD, цифрове завантаження, стримінг | 1                       | 24                      | 45                      | 2                       | 3                       | - Південна Корея: 406 282 - Японія: 8,032 | - KMCA: Platinum |

## Мініальбоми

### Корейські
| Назва                                                                        | Деталі | Пікові позиції у чартах | Пікові позиції у чартах | Пікові позиції у чартах | Пікові позиції у чартах | Пікові позиції у чартах | Пікові позиції у чартах | Пікові позиції у чартах | Пікові позиції у чартах | Продажі                                                | Сертифікації        |
| Назва                                                                        | Деталі | KOR                     | AUS Dig.                | BEL (FL)                | JPN                     | JPN Hot                 | UK Dig.                 | US Heat                 | US World                | Продажі                                                | Сертифікації        |
| ---------------------------------------------------------------------------- | --- | ----------------------- | ----------------------- | ----------------------- | ----------------------- | ----------------------- | ----------------------- | ----------------------- | ----------------------- | ------------------------------------------------------ | ------------------- |
| Ice Cream Cake                                                               | - Реліз: 18 березня 2015 - Лейбл: SM Entertainment - Формат: CD, цифрове завантаження, стримінг                 | 1                       | —                       | —                       | 76                      | —                       | —                       | 24                      | 2                       | - Південна Корея: 122 102 - Японія: 2,796 - США: 3,000 | Н/Д                 |
| The Velvet                                                                   | - Реліз: 17 березня 2016 - Лейбл: SM Entertainment - Формат: CD, цифрове завантаження, стримінг                 | 1                       | —                       | —                       | 75                      | —                       | —                       | —                       | 8                       | - Південна Корея: 80 334 - Японія: 2,104               | Н/Д                 |
| Russian Roulette                                                             | - Реліз: 7 вересня 2016 - Лейбл: SM Entertainment - Формат: CD, цифрове завантаження, стримінг                  | 1                       | —                       | —                       | 40                      | —                       | —                       | 18                      | 2                       | - Південна Корея: 123 698 - Японія: 3446 - США: 2,000  | Н/Д                 |
| Rookie                                                                       | - Реліз: 1 лютого 2017 - Лейбл: SM Entertainment - Формат: CD, цифрове завантаження, стримінг, смарт-картка     | 1                       | —                       | —                       | 43                      | —                       | —                       | 21                      | 1                       | - Південна Корея: 159 516 - Японія: 4351               | Н/Д                 |
| The Red Summer                                                               | - Реліз: 10 липня 2017 - Лейбл: SM Entertainment - Формат: CD, цифрове завантаження, стримінг, смарт-картка     | 1                       | —                       | —                       | 27                      | —                       | —                       | 8                       | 1                       | - Південна Корея: 155 289 - Японія: 4659 - США: 2,000  | Н/Д                 |
| Summer Magic                                                                 | - Реліз: 6 серпня 2018 - Лейбл: SM Entertainment - Formats: CD, цифрове завантаження, стримінг                  | 1                       | 31                      | —                       | 12                      | 24                      | 38                      | 3                       | 3                       | - Південна Корея: 233 899 - Японія: 8,950 - США: 2,000 |                     |
| RBB                                                                          | - Реліз: 30 листопада 2018 - Лейбл: SM Entertainment - Формат: CD, цифрове завантаження, стримінг               | 3                       | —                       | —                       | 33                      | 51                      | 60                      | 1                       | 2                       | - Південна Корея: 152 403 - Японія: 5411 - США: 10,000 |                     |
| The ReVe Festival: Day 1                                                     | - Реліз: 19 червня 2019 - Лейбл: SM Entertainment - Формат: CD, цифрове завантаження, стримінг, смарт-картка    | 1                       | —                       | —                       | 20                      | 46                      | 68                      | 5                       | 7                       | - Південна Корея: 279 282 - Японія: 4855               | - KMCA: Platinum    |
| The ReVe Festival: Day 2                                                     | - Реліз: 20 серпня 2019 - Лейбл: SM Entertainment - Формат: CD, цифрове завантаження, стримінг, смарт-картка    | 1                       | —                       | —                       | 17                      | 54                      | 51                      | 11                      | 6                       | - Південна Корея: 239 342 - Японія: 4,387 - США: 1,000 |                     |
| Queendom                                                                     | - Реліз: 16 серпня 2021 - Лейбл: SM Entertainment - Формат: CD, цифрове завантаження, стримінг                  | 2                       | 17                      | 143                     | 11                      | 23                      | 17                      | 16                      | 11                      | - Південна Корея: 396 587 - Японія: 12,577             | - KMCA: Platinum    |
| The ReVe Festival 2022 – Feel My Rhythm                                      | - Реліз: 21 березня 2022 - Лейбл: SM Entertainment - Формат: CD, цифрове завантаження, стримінг                 | 1                       | 10                      | 138                     | 6                       | 4                       | 26                      | 9                       | 8                       | - Південна Корея: 702 482 - Японія: 10,488             | - KMCA: 2× Platinum |
| The ReVe Festival 2022 – Birthday                                            | - Реліз: 28 листопада 2022 - Лейбл: SM Entertainment - Формат: CD, цифрове завантаження, стримінг, смарт-картка | 2                       | —                       | —                       | 16                      | 11                      | —                       | —                       | —                       | - Південна Корея: 1 048 239 - Японія: 10,095           | - KMCA: 3× Platinum |
| «—» позначає реліз, який не потрапив у чарт або не виходив на цій території. | |                         |                         |                         |                         |                         |                         |                         |                         |                                                        |                     |

### Японські
| Назва                                                                        | Деталі | Пікові позиції у чартах | Пікові позиції у чартах | Пікові позиції у чартах | Продажі          |
| Назва                                                                        | Деталі | JPN                     | JPN Hot                 | US World                | Продажі          |
| ---------------------------------------------------------------------------- | --- | ----------------------- | ----------------------- | ----------------------- | ---------------- |
| #Cookie Jar                                                                  | - Реліз: 4 липня 2018 - Лейбл: Avex Trax, SM Entertainment Japan - Формат: CD, цифрове завантаження, стримінг        | 3                       | 4                       | 13                      | - Японія: 31 638 |
| Sappy                                                                        | - Реліз: 29 травня 2019 - Лейбл: Avex Trax, SM Entertainment Japan - Формат: CD, DVD, цифрове завантаження, стримінг | 4                       | 4                       | —                       | - Японія: 17 236 |
| «—» позначає реліз, який не потрапив у чарт або не виходив на цій території. | |                         |                         |                         |                  |

## Сингли

### Корейські
| Назва                                                                        | Рік  | Пікові позиції у чартах | Пікові позиції у чартах | Пікові позиції у чартах | Пікові позиції у чартах | Пікові позиції у чартах | Пікові позиції у чартах | Пікові позиції у чартах | Пікові позиції у чартах | Продажі                                   | Сертифікації           | Альбом                                  |
| Назва                                                                        | Рік  | KOR                     | KOR Billb.              | CAN                     | JPN Hot                 | NZ Hot                  | SGP                     | US World                | WW                      | Продажі                                   | Сертифікації           | Альбом                                  |
| ---------------------------------------------------------------------------- | ---- | ----------------------- | ----------------------- | ----------------------- | ----------------------- | ----------------------- | ----------------------- | ----------------------- | ----------------------- | ----------------------------------------- | ---------------------- | --------------------------------------- |
| «Happiness» (кор. 행복)                                                      | 2014 | 5                       | Н/Д                     | —                       | —                       | —                       | —                       | 4                       | —                       | - Південна Корея: 433 336 - США: 15,000   | Н/Д                    | Сингли поза альбомом                    |
| «Be Natural» (за участю Тейона)                                              | 2014 | 33                      | Н/Д                     | —                       | —                       | —                       | —                       | 6                       | —                       | - Південна Корея: 70 920                  | Н/Д                    | Сингли поза альбомом                    |
| «Automatic»                                                                  | 2015 | 32                      | Н/Д                     | —                       | —                       | —                       | —                       | 9                       | —                       | - Південна Корея: 80 662                  | Н/Д                    | Ice Cream Cake                          |
| «Ice Cream Cake»                                                             | 2015 | 4                       | Н/Д                     | —                       | —                       | —                       | —                       | 3                       | —                       | - Південна Корея: 1 378 831 - США: 23,000 | Н/Д                    | Ice Cream Cake                          |
| «Dumb Dumb»                                                                  | 2015 | 2                       | Н/Д                     | —                       | —                       | —                       | —                       | 3                       | —                       | - Південна Корея: 1,611,205 - США: 26,000 | Н/Д                    | The Red                                 |
| «Wish Tree» (кор. 세가지 소원)                                               | 2015 | 33                      | Н/Д                     | —                       | —                       | —                       | —                       | —                       | —                       | - Південна Корея: 128 382                 | Н/Д                    | Winter Garden                           |
| «One of These Nights» (кор. 7월 7일)                                         | 2016 | 10                      | Н/Д                     | —                       | —                       | —                       | —                       | 6                       | —                       | - Південна Корея: 365 450                 | Н/Д                    | The Velvet                              |
| «Russian Roulette» (러시안 룰렛)                                             | 2016 | 2                       | 70                      | —                       | —                       | —                       | —                       | 2                       | —                       | - Південна Корея: 2 500 000 - США: 24,000 | Н/Д                    | Russian Roulette                        |
| «Rookie»                                                                     | 2017 | 3                       | 39                      | —                       | —                       | —                       | —                       | 4                       | —                       | - Південна Корея: 1 358 020               | Н/Д                    | Rookie                                  |
| «Would U»                                                                    | 2017 | 13                      | —                       | —                       | —                       | —                       | —                       | —                       | —                       | - Південна Корея: 188 236                 | Н/Д                    | Сингл без альбому                       |
| «Red Flavor» (кор. 빨간 맛)                                                  | 2017 | 1                       | 2                       | —                       | 25                      | —                       | —                       | 4                       | —                       | - Південна Корея: 2,500,000               | Н/Д                    | The Red Summer                          |
| «Rebirth» (кор. 환생)                                                        | 2017 | 78                      | —                       | —                       | —                       | —                       | —                       | 25                      | —                       | - Південна Корея: 51 816                  | Н/Д                    | Сингл без альбому                       |
| «Peek-a-Boo» (кор. 피카부)                                                   | 2017 | 2                       | 2                       | —                       | 36                      | —                       | —                       | 2                       | —                       | - Південна Корея: 2,500,000 - США: 21,000 | Н/Д                    | Perfect Velvet                          |
| «Bad Boy»                                                                    | 2018 | 2                       | 2                       | 87                      | 49                      | —                       | 8                       | 2                       | —                       | - Південна Корея: 2,500,000 - США: 27,000 | - KMCA: Platinum (ЗВ)  | The Perfect Red Velvet                  |
| «Power Up»                                                                   | 2018 | 1                       | 1                       | —                       | —                       | —                       | —                       | 6                       | —                       | - Південна Корея: 2,500,000 - США: 1,000  | - KMCA: Platinum (ЗВ)  | Summer Magic                            |
| «RBB (Really Bad Boy)»                                                       | 2018 | 10                      | 7                       | —                       | 93                      | —                       | 14                      | 1                       | —                       | - США: 2,000                              |                        | RBB                                     |
| «Close to Me» (Ремікс Red Velvet) (з Еллі Голдінг та Diplo)                  | 2019 | —                       | —                       | —                       | —                       | —                       | —                       | —                       | —                       |                                           |                        | Brightest Blue                          |
| «Zimzalabim» (кор. 짐살라빔)                                                 | 2019 | 11                      | 4                       | —                       | —                       | 39                      | —                       | 10                      | —                       |                                           |                        | The ReVe Festival: Day 1                |
| «Umpah Umpah» (кор. 음파음파)                                                | 2019 | 18                      | 1                       | —                       | —                       | —                       | —                       | 9                       | —                       |                                           |                        | The ReVe Festival: Day 2                |
| «Psycho»                                                                     | 2019 | 2                       | 2                       | —                       | —                       | 10                      | 1                       | 1                       | —                       | - США: 2,000                              | - KMCA: Platinum (Ст.) | The ReVe Festival: Finale               |
| «Queendom»                                                                   | 2021 | 5                       | 7                       | —                       | 77                      | —                       | 12                      | 10                      | 96                      |                                           |                        | Queendom                                |
| «Feel My Rhythm»                                                             | 2022 | 3                       | 3                       | —                       | 47                      | 24                      | 9                       | 8                       | 36                      |                                           |                        | The ReVe Festival 2022 – Feel My Rhythm |
| «Birthday»                                                                   | 2022 | 23                      | 14                      | —                       | —                       | —                       | —                       | —                       | —                       |                                           |                        | The ReVe Festival 2022 – Birthday       |
| «Beautiful Christmas» (з Aespa)                                              | 2022 | 113                     | —                       | —                       | —                       | —                       | —                       | —                       | —                       |                                           |                        | 2022 Winter SM Town: SMCU Palace        |
| «Chill Kill»                                                                 | 2023 | 11                      | —                       | —                       | —                       | —                       | —                       | —                       | —                       |                                           |                        | Chill Kill                              |
| «—» позначає реліз, який не потрапив у чарт або не виходив на цій території. |      |                         |                         |                         |                         |                         |                         |                         |                         |                                           |                        |                                         |

### Японські
| «#Cookie Jar»                                                                | 2018 | 93 | 20 | #Cookie Jar |
| «Sappy»                                                                      | 2019 | —  | 13 | Sappy       |
| «Sayonara»                                                                   | 2019 | —  | —  | Sappy       |
| «Wildside»                                                                   | 2022 | —  | 9  | Bloom       |
| «—» позначає реліз, який не потрапив у чарт або не виходив на цій території. |      |    |    |             |

### Промо-сингли
| Назва       | Рік  | Пікові позиції у чартах | Пікові позиції у чартах | Альбом            |
| Назва       | Рік  | KOR                     | KOR Hot                 | Альбом            |
| ----------- | ---- | ----------------------- | ----------------------- | ----------------- |
| «Milky Way» | 2020 | 119                     | 64                      | Сингл без альбому |

## Саундтреки
| Назва                                                                        | Рік  | Пікові позиції у чартах | Пікові позиції у чартах | Пікові позиції у чартах | Альбом                             |
| Назва                                                                        | Рік  | KOR Gaon                | KOR Hot                 | US World                | Альбом                             |
| ---------------------------------------------------------------------------- | ---- | ----------------------- | ----------------------- | ----------------------- | ---------------------------------- |
| «Goodbye» (кор. 안녕)                                                        | 2015 | —                       | —                       | —                       | Immortal Songs: Singing the Legend |
| «To Get What Your Heart Wants» (кор. 너에게 원한건)                          | 2016 | —                       | —                       | —                       | Two Yoo Project Sugar Man          |
| «Yossism» (кор. 여시주의)                                                    | 2016 | —                       | —                       | —                       | Telemonster                        |
| «I Will Leave» (кор. 떠날 거야)                                              | 2018 | —                       | —                       | —                       | Two Yoo Project Sugar Man          |
| «See the Stars» (кор. 어떤 별보다)                                           | 2019 | 50                      | 50                      | —                       | Готель дель Луна                   |
| «Just Sing (Trolls World Tour)» (з різними артистами)                        | 2020 | —                       | —                       | —                       | Trolls World Tour                  |
| «Future» (кор. 미래)                                                         | 2020 | 180                     | 95                      | 21                      | Стартап                            |
| «—» позначає реліз, який не потрапив у чарт або не виходив на цій території. |      |                         |                         |                         |                                    |

## Інші чартові пісні
| Назва | Рік  | Пікові позиції у чартах | Пікові позиції у чартах | Пікові позиції у чартах | Продажі                   | Альбом                                  |
| Назва | Рік  | KOR Circle              | KOR Hot                 | US World                | Продажі                   | Альбом                                  |
| --- | ---- | ----------------------- | ----------------------- | ----------------------- | ------------------------- | --------------------------------------- |
| «Somethin Kinda Crazy» | 2015 | 52                      | Н/Д                     | —                       | - Південна Корея: 51 549  | Ice Cream Cake                          |
| «Stupid Cupid» | 2015 | 74                      | Н/Д                     | —                       | - Південна Корея: 39 575  | Ice Cream Cake                          |
| «Take It Slow» | 2015 | 64                      | Н/Д                     | —                       | - Південна Корея: 44,026  | Ice Cream Cake                          |
| «Candy» (кор. 사탕) | 2015 | 66                      | Н/Д                     | —                       | - Південна Корея: 43,693  | Ice Cream Cake                          |
| «Huff n Puff» | 2015 | 36                      | Н/Д                     | —                       | - Південна Корея: 100 944 | The Red                                 |
| «Campfire» | 2015 | 68                      | Н/Д                     | —                       | - Південна Корея: 51 577  | The Red                                 |
| «Red Dress» | 2015 | 78                      | Н/Д                     | —                       | - Південна Корея: 44 339  | The Red                                 |
| «Oh Boy» | 2015 | 35                      | Н/Д                     | —                       | - Південна Корея: 108 422 | The Red                                 |
| «Lady's Room» | 2015 | 83                      | Н/Д                     | —                       | - Південна Корея: 46 356  | The Red                                 |
| «Time Slip» | 2015 | 88                      | Н/Д                     | —                       | - Південна Корея: 45 627  | The Red                                 |
| «Don't U Wait No More» | 2015 | 69                      | Н/Д                     | —                       | - Південна Корея: 52 691  | The Red                                 |
| «Day 1» | 2015 | 74                      | Н/Д                     | —                       | - Південна Корея: 52 264  | The Red                                 |
| «Cool World» | 2015 | 95                      | Н/Д                     | —                       | - Південна Корея: 40 474  | The Red                                 |
| «Cool Hot Sweet Love» | 2016 | 48                      | Н/Д                     | 23                      | - Південна Корея: 72 559  | The Velvet                              |
| «Light Me Up» | 2016 | 79                      | Н/Д                     | —                       | - Південна Корея: 48,893  | The Velvet                              |
| «First Time» (кор. 처음인가요)                                                                                            | 2016 | 70                      | Н/Д                     | —                       | - Південна Корея: 54 292  | The Velvet                              |
| «Rose Scent Breeze» (кор. 장미꽃 향기는 바람에 날리고)                                                                    | 2016 | 61                      | Н/Д                     | —                       | - Південна Корея: 57 394  | The Velvet                              |
| «Lucky Girl» | 2016 | 42                      | Н/Д                     | —                       | - Південна Корея: 90 351  | Russian Roulette                        |
| «Bad Dracula» | 2016 | 81                      | Н/Д                     | —                       | - Південна Корея: 44 648  | Russian Roulette                        |
| «Sunny Afternoon» | 2016 | 78                      | Н/Д                     | —                       | - Південна Корея: 46,813  | Russian Roulette                        |
| «Fool» | 2016 | 84                      | Н/Д                     | —                       | - Південна Корея: 42 507  | Russian Roulette                        |
| «Some Love» | 2016 | 100                     | Н/Д                     | —                       | - Південна Корея: 41 246  | Russian Roulette                        |
| «My Dear» | 2016 | 89                      | Н/Д                     | —                       | - Південна Корея: 48 708  | Russian Roulette                        |
| «Little Little» | 2017 | 41                      | Н/Д                     | —                       | - Південна Корея: 75 539  | Rookie                                  |
| «Happily Ever After» | 2017 | 71                      | Н/Д                     | —                       | - Південна Корея: 32 198  | Rookie                                  |
| «Talk to Me» | 2017 | 67                      | Н/Д                     | —                       | - Південна Корея: 35 861  | Rookie                                  |
| «Body Talk» | 2017 | 79                      | Н/Д                     | —                       | - Південна Корея: 28 698  | Rookie                                  |
| «Last Love» (кор. 마지막 사랑)                                                                                            | 2017 | 72                      | Н/Д                     | —                       | - Південна Корея: 32 656  | Rookie                                  |
| «You Better Know» | 2017 | 14                      | 21                      | —                       | - Південна Корея: 118 309 | The Red Summer                          |
| «Zoo» | 2017 | 24                      | 30                      | —                       | - Південна Корея: 82 388  | The Red Summer                          |
| «Mojito» (кор. 여름빛) | 2017 | 32                      | 69                      | —                       | - Південна Корея: 55 235  | The Red Summer                          |
| «Hear the Sea» (кор. 바다가 들려)                                                                                         | 2017 | 35                      | 70                      | —                       | - Південна Корея: 52 988  | The Red Summer                          |
| «Look» (кор. 봐) | 2017 | 74                      | 61                      | —                       | - Південна Корея: 49 319  | Perfect Velvet                          |
| «I Just» | 2017 | —                       | —                       | —                       | - Південна Корея: 23 094  | Perfect Velvet                          |
| «Kingdom Come» | 2017 | —                       | 65                      | —                       | - Південна Корея: 38 855  | Perfect Velvet                          |
| «My Second Date» (кор. 두 번째 데이트)                                                                                    | 2017 | —                       | 67                      | —                       | - Південна Корея: 37 984  | Perfect Velvet                          |
| «Attaboy» | 2017 | —                       | —                       | —                       | - Південна Корея: 20 307  | Perfect Velvet                          |
| «Perfect 10» | 2017 | —                       | —                       | —                       | - Південна Корея: 20 491  | Perfect Velvet                          |
| «About Love» | 2017 | —                       | —                       | —                       | - Південна Корея: 23 172  | Perfect Velvet                          |
| «Moonlight Melody» (кор. 달빛 소리)                                                                                       | 2017 | 98                      | 64                      | —                       | - Південна Корея: 35 962  | Perfect Velvet                          |
| «All Right» | 2018 | 79                      | 41                      | —                       | Н/Д                       | The Perfect Red Velvet                  |
| «Time to Love» | 2018 | —                       | —                       | —                       | Н/Д                       | The Perfect Red Velvet                  |
| «With You» (кор. 한 여름의 크리스마스)                                                                                    | 2018 | 34                      | 18                      | —                       | Н/Д                       | Summer Magic                            |
| «Mr. E» | 2018 | 80                      | 26                      | —                       | Н/Д                       | Summer Magic                            |
| «Mosquito» | 2018 | 88                      | 29                      | —                       | Н/Д                       | Summer Magic                            |
| «Hit That Drum» | 2018 | 83                      | 27                      | —                       | Н/Д                       | Summer Magic                            |
| «Blue Lemonade» | 2018 | 68                      | 23                      | —                       | Н/Д                       | Summer Magic                            |
| «Bad Boy» (Англійська версія)                                                                                             | 2018 | —                       | —                       | —                       | Н/Д                       | Summer Magic                            |
| «Butterflies» | 2018 | —                       | —                       | —                       | Н/Д                       | RBB                                     |
| «So Good» | 2018 | —                       | —                       | —                       | Н/Д                       | RBB                                     |
| «Sunny Side Up!» | 2019 | 123                     | —                       | —                       | Н/Д                       | The ReVe Festival: Day 1                |
| «Milkshake» | 2019 | 181                     | —                       | —                       | Н/Д                       | The ReVe Festival: Day 1                |
| «Bing Bing» (кор. 친구가 아냐)                                                                                            | 2019 | —                       | —                       | —                       | Н/Д                       | The ReVe Festival: Day 1                |
| «arade» (кор. 안녕, 여름)                                                                                                 | 2019 | 184                     | —                       | —                       | Н/Д                       | The ReVe Festival: Day 1                |
| «LP» | 2019 | —                       | —                       | —                       | Н/Д                       | The ReVe Festival: Day 1                |
| «Carpool» (кор. 카풀) | 2019 | 169                     | —                       | —                       | Н/Д                       | The ReVe Festival: Day 2                |
| «Love Is the Way» | 2019 | 199                     | —                       | —                       | Н/Д                       | The ReVe Festival: Day 2                |
| «Jumpin'» | 2019 | —                       | —                       | —                       | Н/Д                       | The ReVe Festival: Day 2                |
| «Ladies Night» | 2019 | —                       | —                       | –                       | Н/Д                       | The ReVe Festival: Day 2                |
| «Eyes Locked, Hands Locked» (кор. 눈 맞추고, 손 맞대고)                                                                   | 2019 | —                       | —                       | —                       | Н/Д                       | The ReVe Festival: Day 2                |
| «In & Out» | 2019 | 88                      | 50                      | —                       | Н/Д                       | The ReVe Festival: Finale               |
| «Remember Forever» | 2019 | 128                     | 65                      | —                       | Н/Д                       | The ReVe Festival: Finale               |
| «La Rouge (Special Track)»                                                                                                | 2019 | —                       | —                       | —                       | Н/Д                       | The ReVe Festival: Finale               |
| «Pose» | 2021 | 105                     | 81                      | —                       | Н/Д                       | Queendom                                |
| «Knock on Wood» | 2021 | 112                     | —                       | —                       | Н/Д                       | Queendom                                |
| «Hello, Sunset» (кор. 다시 여름)                                                                                          | 2021 | 137                     | —                       | —                       | Н/Д                       | Queendom                                |
| «Better Be» | 2021 | 138                     | —                       | —                       | Н/Д                       | Queendom                                |
| «Pushin' N Pullin'» | 2021 | 139                     | —                       | —                       | Н/Д                       | Queendom                                |
| «Queendom» (Ремікс Demicat)                                                                                               | 2021 | —                       | —                       | —                       | Н/Д                       | Пісня без альбому                       |
| «Bad Boy» (Ремікс PREP)                                                                                                   | 2021 | —                       | —                       | —                       | Н/Д                       | iScreaM Vol. 12 : Bad Boy Remixes       |
| «Rainbow Halo» | 2022 | 119                     | 100                     | —                       | Н/Д                       | The ReVe Festival 2022 – Feel My Rhythm |
| «Beg for Me» | 2022 | 138                     | —                       | —                       | Н/Д                       | The ReVe Festival 2022 – Feel My Rhythm |
| «Bamboleo» | 2022 | 124                     | —                       | —                       | Н/Д                       | The ReVe Festival 2022 – Feel My Rhythm |
| «Good, Bad, Ugly» | 2022 | 177                     | —                       | —                       | Н/Д                       | The ReVe Festival 2022 – Feel My Rhythm |
| «In My Dreams» | 2022 | 129                     | —                       | —                       | Н/Д                       | The ReVe Festival 2022 – Feel My Rhythm |
| «Bye Bye» | 2022 | 155                     | *                       | —                       | Н/Д                       | The ReVe Festival 2022 – Birthday       |
| «On a Ride» (кор. 롤러코스터)                                                                                             | 2022 | 120                     | *                       | —                       | Н/Д                       | The ReVe Festival 2022 – Birthday       |
| «Zoom» | 2022 | 161                     | *                       | —                       | Н/Д                       | The ReVe Festival 2022 – Birthday       |
| «Celebrate» | 2022 | 189                     | *                       | —                       | Н/Д                       | The ReVe Festival 2022 – Birthday       |
| «Knock Knock (Who's There?)»                                                                                              | 2023 | 127                     | *                       | —                       | Н/Д                       | Chill Kill                              |
| «—» позначає реліз, який не потрапив у чарт або не виходив на цій території. * позначає, що чарту на той час не існувало. |      |                         |                         |                         |                           |                                         |

## Нотатки
1. 1 2  Продажі Perfect Velvet та The Perfect Red Velvet об'єднані у Oricon.
2. ↑  У квітні 2018 року Gaon Music Chart запровадив сертифікати музичних записів для альбомів, цифрових завантажень та потокового мультимедіа (стримінгів), які були випущені та ліцензовані в Кореї, починаючи з січня 2018 року.
3. ↑  Включає Billboard K-pop Hot 100 (не існує з 2022) та South Korea Songs (частина Billboard Hits of the World (з 2022)).
4. ↑  «Power Up» не увійшов до Billboard Japan Hot 100, але посів 88 місце у Top Download Songs та Top Streaming Songs[83][84].
5. ↑  «Power Up» не увійшов до RIAS Top Streaming Chart, але посів 16 місце у Top Regional Chart[85].
6. ↑  «Psycho» не увійшов до Billboard Japan Hot 100, але посів 41 місце у Top Streaming Songs Chart[89].
7. ↑  «Chill Kill» не увійшов до RIAS Top Streaming Chart, але посів 23 місце у Top Regional Chart[91].
8. ↑  В титрах вказано Red Velvet, але насправді пісню виконують лише Сильґі, Венді та Джой[94][95].
9. ↑  «I Will Leave» не увійшов до Gaon Digital Chart, але посів 47 місце у BGM Chart[96].
10. ↑  «I Just» не увійшов до Gaon Digital Chart, але посів 60 місце у Gaon Download Chart[113].
11. ↑  «Kingdom Come» не увійшов до Gaon Digital Chart, але посів 52 місце у Gaon Download Chart[113].
12. ↑  «My Second Date» не увійшов до Gaon Digital Chart, але посів 54 місце у Gaon Download Chart[113].
13. ↑  «Attaboy» не увійшов до Gaon Digital Chart, але посів 74 місце у Gaon Download Chart[113].
14. ↑  «Perfect 10» не увійшов до Gaon Digital Chart, але посів 71 місце у Gaon Download Chart[113].
15. ↑  «About Love» не увійшов до Gaon Digital Chart, але посів 58 місце у Gaon Download Chart[113].
16. ↑  «Time to Love» не увійшов до Gaon Digital Chart, але посів 57 місце у Gaon Download Chart[114].
17. ↑  Англійська версія «Bad Boy» не увійшла до Gaon Digital Chart, але посіла 35 місце у Gaon Download Chart[115].
18. ↑  «Butterflies» не увійшов до Gaon Digital Chart, але посів 67 місце у Gaon Download Chart[116].
19. ↑  «So Good» не увійшов до Gaon Digital Chart, але посів 91 місце у Gaon Download Chart[116].
20. ↑  «Bing Bing» не увійшов до Gaon Digital Chart, але посів 75 місце у Gaon Download Chart[117].
21. ↑  «LP» не увійшов до Gaon Digital Chart, але посів 71 місце у Gaon Download Chart[117].
22. ↑  «Jumpin'» не увійшов до Gaon Digital Chart, але посів 110 місце у Gaon Download Chart[118].
23. ↑  «Ladies Night» не увійшов до Gaon Digital Chart, але посів 82 місце у Gaon Download Chart[118].
24. ↑  «Eyes Locked, Hands Locked» не увійшов до Gaon Digital Chart, але посів 113 місце у Gaon Download Chart[118].
25. ↑  «La Rouge (Special Track)» не увійшов до Gaon Digital Chart, але посів 79 місце у Gaon Download Chart[119].
26. ↑  «Queendom (Ремікс Demicat)» не увійшов до Gaon Digital Chart, але посів 100 місце у Gaon Download Chart[120].
27. ↑  «Bad Boy (Ремікс PREP)» не увійшов до Gaon Digital Chart, але посів 98 місце у Gaon Download Chart[121].